# Перуанский пасо
Перуанский пасо, или перуанская лошадь (исп. Caballo peruano de paso) — перуанская порода лошади. Эта порода находится под защитой правительства Перу. Об этом 28 ноября 1992 года был принят указ № 25919, и порода была объявлена культурным наследием Национального института культуры. Эта порода находилась около 400 лет в изоляции, что дало ей черты, характерные для северных регионов Перу. Город Трухильо считается колыбелью перуанских лошадей пасо.